# 霊長類の色覚の進化

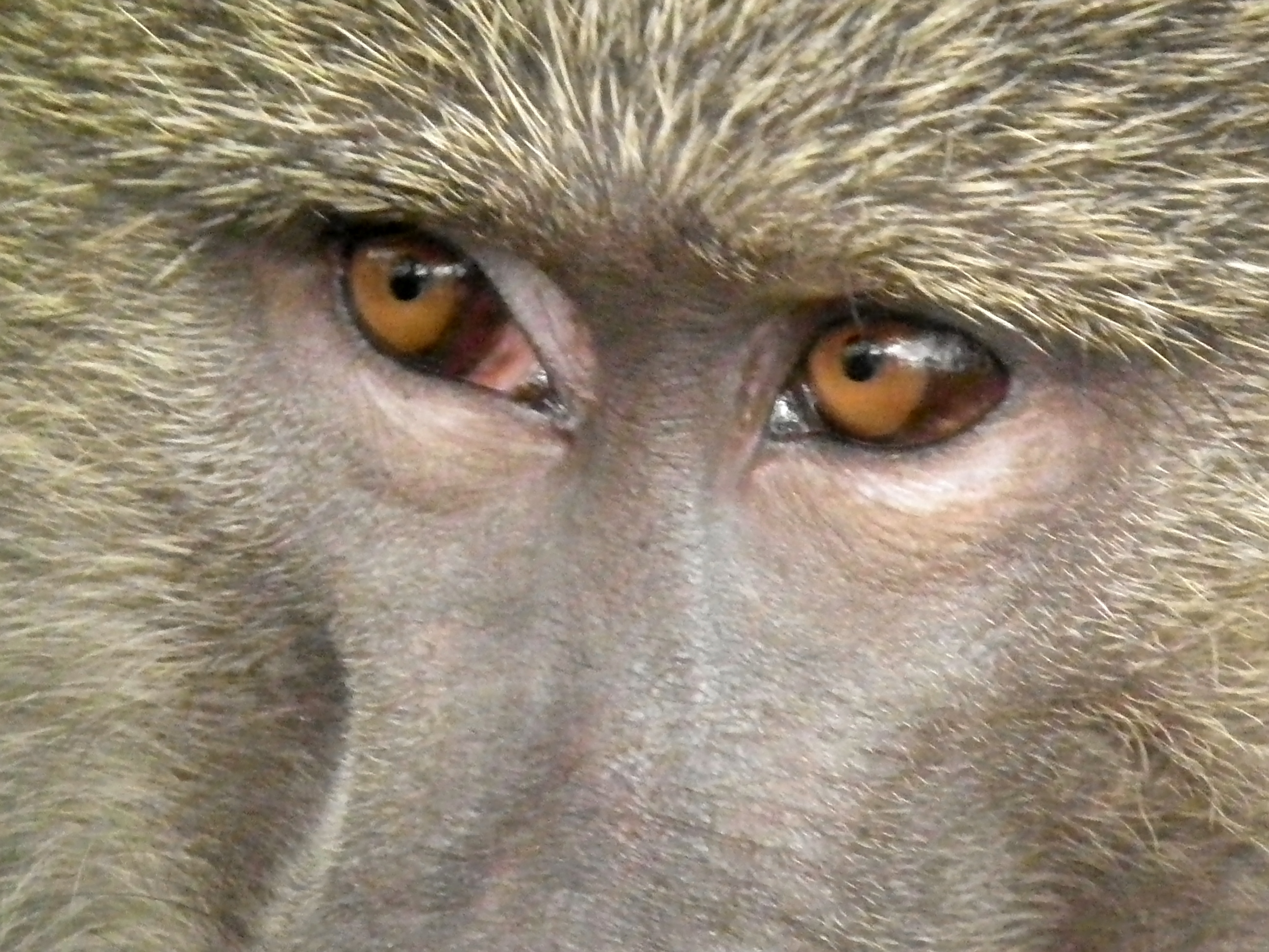
ヒヒ

霊長類の色覚の進化（れいちょうるいのしきかくのしんか）は真獣類の多くと比べ特異的である。霊長類の遠い祖先にあたる脊椎動物は4色型色覚を保持していたが 、恐竜時代に生息した夜行性の温血哺乳類の時代に網膜から4種類の錐体細胞のうち2種類を失った。したがって、硬骨魚類、爬虫類、鳥類のほとんどは4色型色覚を保持するが、哺乳類のほとんどは2色型色覚を持つ。この例外として、3色型色覚を持つ霊長類および有袋類の一部、単色型色覚を持つ多くの海洋哺乳類が挙げられる。
霊長類は、吸収スペクトルのピークを短波長に持つS錐体、中波長に持つM錐体、長波長に持つL錐体の3種類による3色型色覚を持つ。霊長類の眼の主要な感光色素であるオプシンには、いくつかのタンパク質配列の異なる種類があり、これにより錐体細胞の感度スペクトルは左右される。ただし、すべての霊長類が3色型色覚を持つわけではない。狭鼻小目（旧世界ザルおよび類人猿）は恒常的3色型色覚、すなわちオスとメスの両方が短波長、中波長、長波長に敏感な3種類のオプシンを持っている一方、広鼻小目（新世界ザル）のほぼすべての種ではアレル性または多形性3色型色覚、すなわちオスとホモ接合のメスは2色型色覚であり、ヘテロ接合のメスは3色型色覚であることが知られている。広鼻小目の中ではホエザル属 （恒常的3色型色覚）とヨザル属 （恒常的単色型色覚）が例外である。

## 色覚のメカニズム
遺伝的に、3色型色覚を持つ霊長類は2つのパターンにわけられる。すべての霊長類は、常染色体である7番染色体上の遺伝子によりコードされるS型オプシンを持つ。狭鼻小目は、X染色体上に隣接してL型およびM型オプシンをコードする遺伝子を持つ。
他方、広鼻小目は一般にX染色体上に単一のM型 / L型オプシン遺伝子座しか持たない。したがって、X染色体を1つしかもたないオスは、S型に加えて単一ののM型もしくはL型のいずれかしか持てず、広鼻小目のほとんどの種ではすべてのオスは2色型色覚を持つ。一方で、この遺伝子座は多型であり、M型対立遺伝子とL型対立遺伝子とが存在するため、ヘテロ接合のメスは3色型色覚を持ち、ホモ接合のメスは2色型色覚を持つ。

## 近接因果関係の仮説
進化生物学者は、L型およびM型の感光色素の進化上の起源は、新世界と旧世界の霊長類の間で共通であると考える。分子生物学的には、3種類の色素のスペクトル特性（特定の波長の光に対する感光色素の応答）は両小目で同じであることが示されている。この共通の起源から、異る色覚が進化する過程を説明する仮説として、以下の2つが支持されている。

### 多型
1つめの仮説は、狭鼻小目霊長類の2つの遺伝子（M型およびL型）システムが乗換えにより進化したというものである。L型を持つ染色体とM型アレルを持つ染色体間との間の不等乗換えによって、L型およびM型遺伝子の両方が単一のX染色体上に位置するようになる可能性がある。この仮説は、広鼻小目に見られる多型が旧世界ザルと新世界ザルとの間の分離よりも前に進化したことを前提とする。
この仮説は、広鼻小目と狭鼻小目が分岐した後のある時点で、上述の不等乗換えが狭鼻小目のヘテロ接合型メスで発生したことを示唆する。この乗換えの後、M型遺伝子とL型遺伝子の両方を持つ少なくとも1つのX染色体を受け取るオスとメスの子孫は3色型色覚者になる。その後、単一のM型またはL型遺伝子しか持たないX染色体が狭鼻小目の遺伝子プールから失われ、恒常的3色型色覚が確立したと考えられる。

### 遺伝子重複
もう1つの仮説は、オプシン多型は狭鼻小目から分岐した後の広鼻小目で生じたと説く。この仮説では、単一のX型オプシンアレルが狭鼻小目で重複し、狭鼻小目のM型およびL型オプシンはその後に複製された一方の遺伝子の影響を与えるが、他方には影響を及ぼさない突然変異によって分岐したとされる。広鼻小目のM型およびL型オプシンは、既存の単一オプシン遺伝子から複数の対立遺伝子へと平行進化したとされる。DNA配列のいくつかの小さな違いから経過時間を推定する、「分子時計」と呼ばれる遺伝学上の技術を使用して、進化的イベントの前後関係を決定できる。オプシン遺伝子の塩基配列分析により、新世界ザルのオプシン対立遺伝子間の遺伝的相違（2.6％）が、旧世界ザルの遺伝子間の相違（6.1％）よりもかなり小さいことが明らかとなっている。したがって、新世界の霊長類の色覚対立遺伝子は、旧世界ザルに起きた遺伝子重複よりも後に発生したことが示唆される。オプシン遺伝子の多型は、1回または複数回の点突然変異によって独立して生じうるため、吸光スペクトルの類似性は収斂進化によるものであるとも考えられる。新世界ザルの遺伝的均質化にもかかわらず、ヘテロ接合の雌では3色型色覚が維持されており、これらの対立遺伝子を定義する重要なアミノ酸が維持されていることが示唆される。

## 究極因に関する仮説

### 果実説
この説は、この形質が成熟葉の背景から熟した果実を見つける能力の向上させるため、進化上有利であったとする考えを中心とする。L錐体とM錐体の間の吸光スペクトルの違いは、葉から果実を識別する上で最適な比に近いことが研究により示されている。Alouatta seniculus が自然状態において食べる果実と葉の反射スペクトルを分析したところ、L錐体色素およびM錐体色素の感度が葉の中の果実を検出するのに最適であることが示されている。
「果物説」を裏付けるデータは数多いものの、最近の研究はこの説の反証する方向へ進んでいる。複数の研究により、2色型色覚を持つ固体の錐体色素でも、果物とそれを取り巻く葉の色の違いを実際に区別できることが示されている。

### 若葉説
この説は、M錐体色素およびL錐体色素の両方を所有することにより、タンパク質を多く含んだ若い赤みがかった葉を識別する能力がもたらされ、果実が不足した際の生存率を向上させるという考えを中心とする。3色型色覚はアフリカに起源を持つことを示す証拠があるが、アフリカではイチジクおよびヤシが乏しいため、果実の不足時に3色型色覚の選択圧が高まるとするこの説と整合する。ただし、この説はアフリカ以外に棲息する2色型色覚を持つ種にも見られる3色型色覚の選択圧を説明できない。

### 長距離葉説
この説は、3色型色覚が進化したのは遠目から物体を背景の葉から区別することに適応するためであると説く。この説は、遠目では背景のS /（L + M）値および輝度値が多様になるという事実に基づく。

### 短距離葉説
この仮説は、3色型色覚が進化したのは低い空間周波数に対して感度を高めるためであると説く。赤・緑色覚の空間色特性は、典型的な「把握可能距離」と同程度の比較的短い距離から、葉の背景に対して赤い物体を検出することに適応している可能性がある。

### 嗅覚系の進化
嗅覚が色覚の選択圧に寄与した可能性もある。嗅覚受容体遺伝子が失われた時期と、恒常的3色型色覚が進化した時期とが一致することを示唆した研究があるが、疑義を受けて著者により撤回された。この説は、嗅覚が低下するにつれて、採餌において3色型色覚が重要となり、選択圧が増加したと説く。また、3色型色覚をもたらした突然変異により、フェロモン通信の必要性が低下し、後にこの機能の喪失に至った可能性もある。
結局、嗅覚受容体の濃度と色覚の獲得に直接的関係があることは示されていない。研究によると、ヒトおよび旧世界ザルが共通して持つフェロモン伝達経路偽遺伝子の特性をホエザル属は共有しておらず、結果としてホエザル属はフェロモン通信システムと恒常的3色型色覚の両方を維持している。 
したがって、3色型色覚を得たことが直接フェロモンによるコミュニケーションが失われる原因になるわけではなく、様々に組み合わさった環境要因が関係する。しかしながら、大多数の3色型色覚種において2つの形質の間に有意な負の相関関係があることが研究により示されている。

### 子孫の健康
3色型色覚はまた、配偶者の選択を通じて、子孫の健康（およびそれに伴う身体能力の向上）において進化的に有利だった可能性がある。 M型およびL錐体色素は、皮膚からの反射光によって血中酸素飽和度を識別する感度を最大化する。したがって、特定の霊長類種における3色型色覚の形成は、他個体の健康状態を調節する上で有益であった可能性があり、したがって、子孫の健康状態が親よりも向上するにつれて、3色型色覚が種における支配的な表現型となる可能性が高まる。

## 新世界ザルにおける例外

### ヨザルとホエザル
新世界ザルの2つの属は、選択圧の違う、異なる環境が集団の色覚にどのように影響するかを考える上で注目に値する。ヨザル属は、そのS型オプシンとM型/L型オプシン遺伝子の多型を失っている。この属は夜行性であり、色があまり重要でない世界で最も頻繁に行動するため、色覚に対する選択圧は緩和された。逆に、昼行性のホエザル属は、比較的最近に起きたM型 / L型遺伝子の遺伝子重複を通じて恒常的3色型色覚を再獲得した。この重複により、X染色体上に緑色視の対立遺伝子と赤色視の対立遺伝子の両方を保持できる2つの遺伝子座が生じたため、オス・メス両方で3色型色覚が可能となった。ホエザルにおける恒常的3色型色覚の再獲得とその普及は、ホエザルにとっての進化上の利点が3色型色覚によりもたらされることを示唆している。
ホエザルは、おそらく新世界ザルの中で最も葉食性の高いサルである。その食生活において果実は多くを占めておらず、ホエザルが好んで消費する種類の葉（若く、栄養価が高く、消化しやすく、しばしば赤みがかった色）は、赤・緑色覚により最もよく識別される。ホエザルの食餌の好みを調査するフィールドワークにより、葉食性採餌により恒常的3色型色覚が環境的に選択されたことを示唆している 。